# Karel Jakobec
Karel Jakobec (* 5. března 1964 Sokolov) je český politik, od roku 2000 zastupitel Karlovarského kraje (v letech 2016 až 2020 navíc radní kraje a v letech 2021 až 2024 pak 1. náměstek hejtmana), v letech 2000 až 2010 starosta města Sokolova (předtím v letech 1994 až 2000 a potom po roce 2010 místostarosta města), člen ODS.

## Život
Po maturitě na sokolovském gymnáziu v roce 1982 vystudoval Vysokou školu báňskou v Ostravě (získal titul Ing.). Po absolvování základní vojenské služby pracoval v dolu Pohraniční stráže a jako vedoucí výroby v povrchovém dole Družba v Sokolovské uhelné. V letech 1993 až 2005 soukromě podnikal v oblasti zprostředkování obchodu a služeb.
Po vstupu do politiky byl či je členem statutárních orgánů několika městských a krajských společností - např. člen dozorčí rady Vodohospodářských služeb a servisu (1997 až 1999), člen dozorčí rady Správy sportovních zařízení Sokolov (2000 až 2001), člen dozorčí rady SOTES Sokolov (2000 až 2009), jednatel Sokolovské vodárenské (od 2010) či člen dozorčí rady společnosti SUAS - skládková (od 2011). Angažuje se také v Nadaci Georgia Agricoly, region Slavkovský les (od roku 2000 je členem její správní rady a od roku 2007 zástupcem předsedy správní rady).
Karel Jakobec je ženatý a má tři děti. Žije v Sokolově.

## Politické působení
Od roku 1992 je členem ODS, ve straně působí jako předseda Oblastního sdružení ODS Sokolov.
Do komunální politiky vstoupil, když byl za ODS zvolen v komunálních volbách v roce 1994 zastupitelem města Sokolova. Ještě v témže roce se stal také místostarostou města. Obě funkce obhájil ve volbách v roce 1998, kdy byl lídrem kandidátky. V roce 2000 byl zvolen starostou města Sokolova. Ve volbách v roce 2002 opět obhájil mandát zastupitele a krátce po volbách byl zvolen po druhé starostou. Rovněž ve volbách 2006 získal post zastupitele a byl již po třetí zvolen starostou. Ve volbách 2010 byl sice do městského zastupitelstva zvolen, ale od listopadu 2010 pokračoval v radě města jako 1. místostarosta. V komunálních volbách v roce 2014 byl lídrem uskupení Hnutí pro město Sokolov 2014 (tj. ODS a nezávislí kandidáti), kdy byl již po šesté zvolen zastupitelem města a v listopadu 2014 se stal 2. místostarostou. Působí jako gestor Komise bezpečnosti a Komise životního prostředí rady města a Finančního výboru zastupitelstva. Ve volbách v roce 2018 byl opět zvolen jako člen ODS a lídr kandidátky "Hnutí pro město Sokolov", v listopadu se stal 1. místostarostou města.
Za ODS byl také v krajských volbách v roce 2000 zvolen do Zastupitelstva Karlovarského kraje. Mandát krajského zastupitele pak obhájil ve volbách v roce 2004, 2008 i 2012 (v posledním případě přitom figuroval na 10. místě kandidátky, ale vlivem preferenčních hlasů skončil druhý). Působil jako člen Komise pro kulturu a památkovou péči. V krajských volbách v roce 2016 byl lídrem kandidátky ODS v Karlovarském kraji a obhájil mandát krajského zastupitele. Dne 22. listopadu 2016 se navíc stal radním kraje pro oblast životního prostředí, zemědělství a energetiky.
Třikrát se za ODS pokoušel dostat do Poslanecké sněmovny PČR. Neuspěl však ani ve volbách v roce 1996 a 1998, když kandidoval v Západočeském kraji, ani v roce 2013, když už kandidoval v Karlovarském kraji. Ve volbách do Senátu PČR v roce 2012 kandidoval za ODS v obvodu č. 2 – Sokolov. Se ziskem 16,59 % hlasů však skončil na 3. místě.
V krajských volbách v roce 2020 byl lídrem společné kandidátky ODS a KDU-ČSL v Karlovarském kraji, podařilo se mu získat mandát krajského zastupitele. V prosinci 2020 se sice stal v rámci nově vyjednané krajské koalice uvolněným zastupitelem pro oblast životního prostředí, opustil však funkci radního kraje. Mandát krajského zastupitele posléze obhájil i v krajských volbách v roce 2024. Na začátku listopadu 2024 však opustil pozici 1. náměstka hejtmana.